# Franc Vila
Franc Vila (nacido en 1974 en Valencia, España), es un diseñador y creador de alta relojería, experto relojero y coleccionista de arte. Creador de la marca ginebrina homónima, FRANC VILA, y de la marca-boutique de alta relojería y grandes complicaciones F.V F.
Nacido el 1974 en Valencia, España. Siendo aún un niño descubre la pasión por la relojería gracias al reloj mecánico de su padre y de la poética explicación que este le cuenta sobre la relación mágica que existe entre los hombres y sus relojes, a los que les damos vida con nuestros movimientos y nuestra energía. En su adolescencia emprendió estudios de Arte y filosofía y se licenció en Química en la universidad de Valencia. Poco antes del fin del milenio, su pasión por la relojería le impulso al diseño de su primer reloj, con forma elíptica, que fue la inspiración para el primer reloj de la marca FRANC VILA, un repetición de minutos y calendario perpetuo en oro rosa. Con su marca homónima consiguió reconocimiento internacional creando grandes complicaciones y especializándose en los relojes esqueletos, en particular tourbillones. Fue la primera marca en incorporar nuevos materiales como el carbono ( utilizado en las cajas y en los puentes del movimiento) y el aluminio- litio entre otros.

### Obras más importantes creadas
Entre sus extensas colecciones cabe destacar el éxito de las series " cobra" , " bandido" y Superligero.
Posteriormente a su desvinculación con la marca homónima, Franc Vila diseña y crea sus relojes bajo la marca F.V.F, enfocada en la artesanía y la innovación, fabricados a mano siguiendo métodos tradicionales y diseño contemporáneo. Su primer modelo es un complejo Tourbillon esqueleto, con indicación de los días de la semana gracias a un innovador sistema con corrección rápida por pistón y extremadamente ligero, con un peso inferior a 50 gramos, gracias a su original construcción sin caja y con estructura unibody.

#### Bajo la marca de Franc Vila (FV)[4]
Los relojes equipados de movimientos propietarios se indican como FVNº y el resto simplemente como FV. Actualmente, no se fabrica ninguno de ellos.
1. FV01 en 2004, con un calendario perpetuo y repetidor de minutos.
2. FVNº1 en el 2006 con movimiento propio, el Five-day Tourbillon Planétaire.
3. FVNº2 en el 2007, segundo movimiento original, con tourbillon planetario de 5 días y GMT.
4. FVNº4 en el 2007, con cronógrafo monopulsador tourbillon.
5. FVa9, El Bandido, reloj deportivo en acero negro.
6. FVaNº6 movimiento en una aleación coloreada de un derivado de litio.

#### Bajo la marca de Franc Vila Founder (FVF)[5]
En FVF, Franc Vila diseña y crea un reloj enfocado en la artesanía y la innovación, todo fabricado a mano y siguiendo los métodos tradicionales.
La única creación que ha sacado bajo esta marca es el FVF 1, Emotional Horology No 1 Superligero Unibody tourbillon DAY de FVF, un reloj contemporáneo de mecanismo esqueletado. Sólo se pueden realizan 4 relojes al año.